# Arboreto

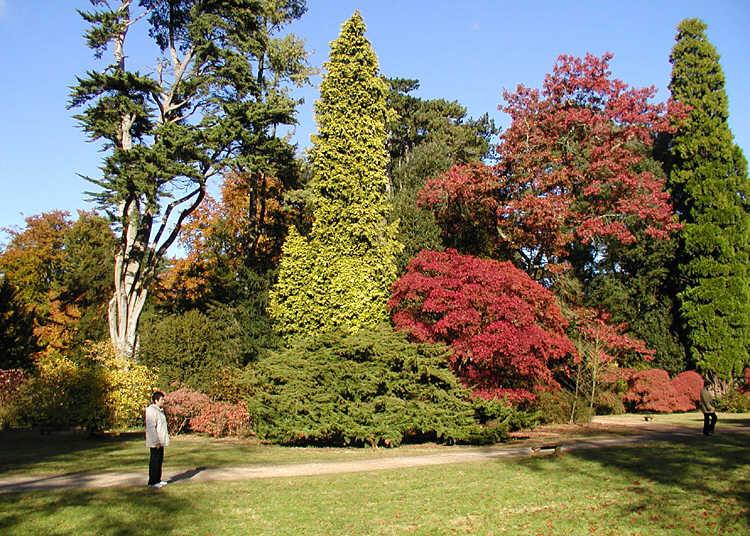
Cores de outono no arboreto Westonbirt, Gloucestershire, Inglaterra

Um arboreto (do latim, arboretum no singular, e arboreta no plural) é um jardim botânico ou uma área destinada para o cultivo de uma coleção de árvores, arbustos, plantas herbáceas, medicinais, ornamentais ou outras. São mantidas e ordenadas cientificamente, em geral documentadas e identificadas, e expostas ao público para as finalidades de recreação, educação e pesquisa.

## Terminologia
Um arboreto especializado em coníferas é denominado pinetum, de arbustos, frutíceto (ou fruticetum) e de roseiras, roseiral (ou rosarium).
O termo "arboretum" foi usado pela primeira vez em inglês por J. C. Loudon em 1838 em seu livro enciclopédico Arboretum et Fruticetum Britannicum, porém o conceito já estava estabelecido anteriormente há muito tempo.
Em geobotânica, os termos "arboreto", "frutíceto" e "herbeto"  também podem ser usados para se referir a vegetações naturais arbóreas (florestas), arbustivas (arbustais) e herbáceas (campos), respectivamente.

## Arboreto Trsteno
O primeiro arboreto projetado e plantado foi o Arboreto Trsteno, perto de Dubrovnik , na Croácia. Sua data de inauguração é desconhecida, porém tem-se notícias da sua existência desde 1492, quando foi construído um aqueduto de 15 m de envergadura para irrigá-lo; este aqueduto ainda está em uso. Foi criado por uma proeminente família local, Gučetić/Gozze. O jardim sofreu dois grandes desastres na década de 1990, porém os antigos e únicos espécimes de Platanus orientalis permaneceram em pé.

## Jardim Botânico Hackney

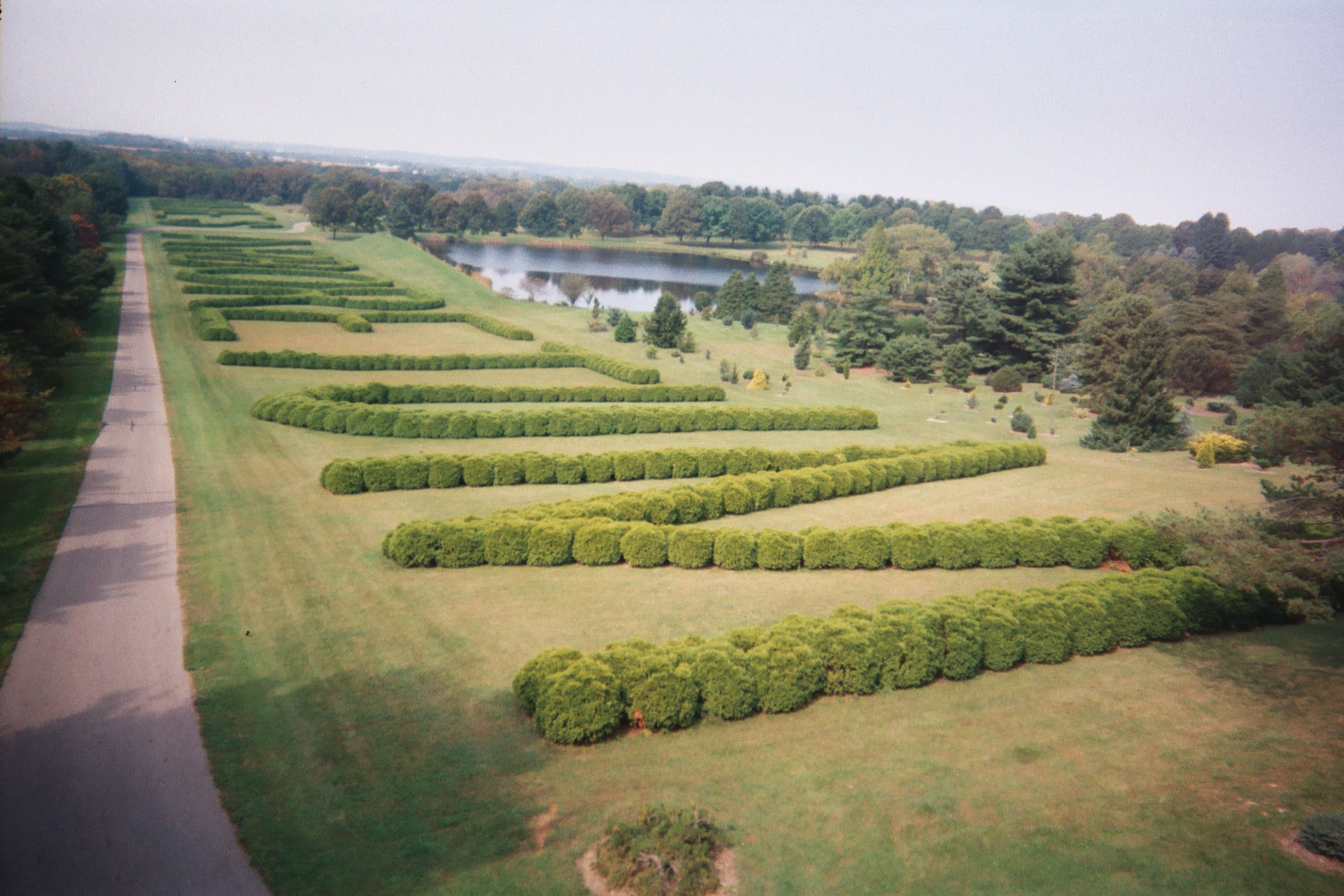
Arboreto de Dawes, perto de Newark, Ohio, USA

Na Inglaterra , o famoso arboreto do Jardim Botânico Hackney de Loddiges, iniciado em 1816, está aberto gratuitamente todos os domingos para atividades educacionais. Uma planta do arboreto de Loddiges foi incluída no The Encyclopaedia of Gardening, edição de 1834. Folhas do arboreto de Loddiges e alguns exemplares de árvores foram cuidadosamente desenhados para ilustrar o livro de Loudon Arboretum et Fruticetum Britannicum , publicado em 1838, que incorporou também desenhos de outros jardins botânicos e parques de todo o Reino Unido.

## Arboreto Westonbirt
O Arboreto Westonbirt, perto de Tetbury, Gloucestershire, Inglaterra, foi fundado em 1828 com uma coleção privada de árvores do capitão Robert Holford, na propriedade Holford. Holford plantou em campo aberto deixando-as crescer antes de construir a casa. As plantações em Westonbirt foram continuadas pelo seu filho, George Holford. A propriedade passou a ser do governo como pagamento de impostos sobre heranças e foi aberta ao público.

## Arboreto de Derby
O primeiro arboreto na Inglaterra aberto ao público foi o Arboreto de Derby, desenhado por J.C. Loudon, e doado aos cidadãos de Derby por Joseph Strutt, em 16 de setembro de 1840. Em 1859 foi visitado por Frederick Law Olmsted em seu roteiro de reconhecimento pelos parques europeus, tendo uma grande influência no planejamento do Central Park de Nova Iorque. Loudon escreveu um catálogo das árvores existentes neste arboreto em 1840. A maioria das plantas originais morreram devido à contaminação industrial, porém estão sendo renovadas e replantadas nas condições o mais próximas possível do esquema original.

## Abney Park

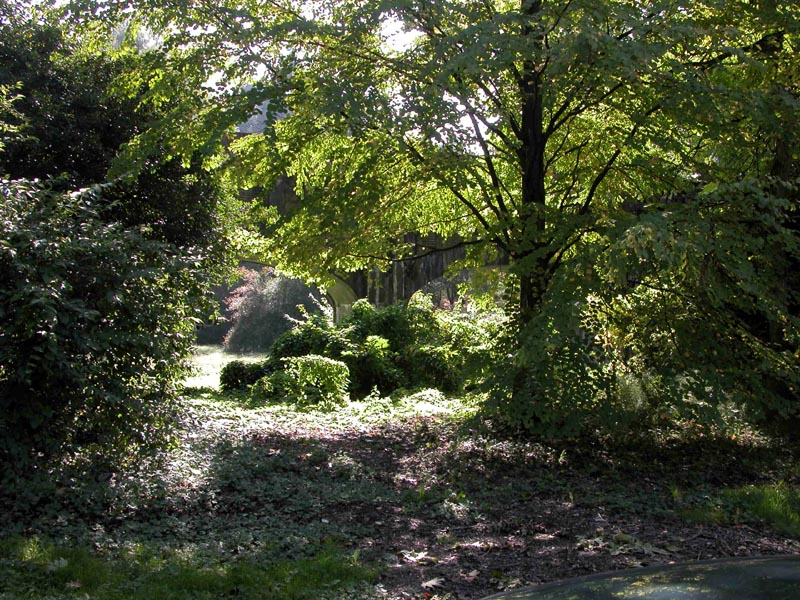
Arboretum Washington Park em Seattle

O Arboreto de Abney Park, no Cemitério de Abney Park de Stoke Newington , perto de Londres foi aberto ao público um pouco antes do Arboreto de Derby. Foi projetado pelo viveirista Loddiges que usou parcialmente como modelo o Cemitério de Mount Auburn, perto de Boston . O seu acervo vivo é constituído por 2 500 árvores e arbustos. Apesar de nunca ter recebido doações oficiais está aberto ao público gratuitamente, embora por vezes, com pré-marcação. Uma visita ordenada era necessária para não haver interferências nos eventos fúnebres.

## Arboreto Arnold
O Arboreto Arnold da Universidade de Harvard em Jamaica Plain, Boston, Massachusetts é um dos mais antigos, mais extensos, e o mais famosos dos arboretos dos Estados Unidos da América. Foi criado em 1872, com 107 hectares de terra, numa região de Boston conhecida como Jamaica Plain. Este arboreto foi dirigido durante muitos anos por Charles Sprague Sargent, designado como primeiro diretor em 1873, que passou os 54 anos seguintes dando forma às suas diretrizes. Por um acordo com a cidade de Boston, o Arboreto Arnold passou a integrar o famoso "Colar Esmeralda", uma franja de parques e trilhas florestais de 10 km de extensão, que Frederick Law Olmsted legou ao Departamento de Parques de Boston entre 1878 e 1892.

## Arboreto de Mlyňany
O Arboreto de Mlyňany está localizado numa área de Vieska nad Žitavou e Tesárske Mlyňany, perto de Zlaté Moravce, na Eslováquia. Foi criado em 1892 pelo conde Štefan Ambrózy-Migazzi. Atualmente, é administrado pela "Academia de Ciências da Eslováquia". Dentro dos seus 67 hectares de área, apresenta mais de 2300 espécies de plantas, sendo uma das maiores coleções da Europa Central.

## Arboreto Bedgebury

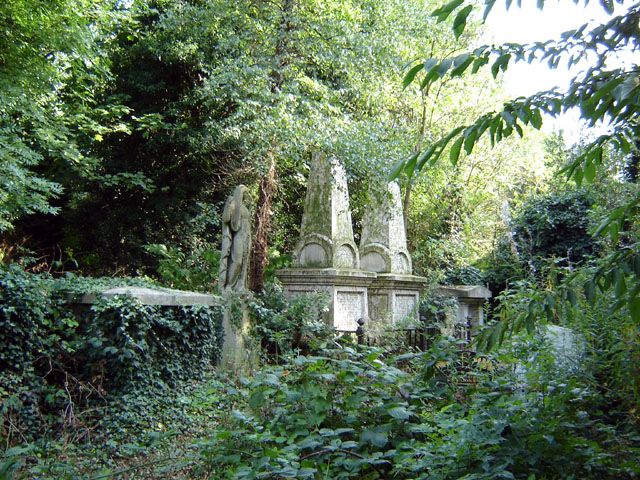
Arboretum do Cemitério Abney Park,o maior da Europa

O Pinetum Bedgebury perto de Goudhurst, Kent, Inglaterra, é uma das mais completas coleções de coníferas do mundo.

## Arboreto Hoyt
O Arboreto Hoyt, localizado em Portland, Oregon, Estados Unidos, tem sobre os seus 75 ha plantados, perto de 8 300 espécies diferentes de plantas.

## Arboreto Morton
O Arboreto Morton localizado em Lisle, Illinois, EUA, foi fundado em 1922 por Joy Morton, fundador da Morton Salt Company e filho de Julius Sterling Morton, idealizador do dia da árvore. Com os seus 687 ha é um dos maiores arboretos do mundo, com diversas espécies de decíduas maduras e florestas de coníferas, coleções de plantas de todo o globo, dez lagos, diversos pântanos, e 40 ha de pradarias restauradas.

## Arboreto de Nottingham
O Arboreto de Nottingham, carinhosamente conhecido como "The Arbo", é um extenso parque de uma área residencial na cidade de Nottingham, na Inglaterra.

## Arboreto Nacional dos Estados Unidos
O Arboreto Nacional dos Estados Unidos foi criado em 1927 em Washington D.C. num terreno de 180 hectares, recebendo atualmente em média um milhão e meio de visitantes por ano. Apresenta agrupamentos de árvores do mesmo gênero, entre eles as macieiras, azáleas, Buxus, Cornus, azevinhos, magnólias e bordos. Apresenta também coleções de plantas herbáceas e aquáticas, a Coleção Nacional de Bonsai e o Museu Penjing, coleções asiáticas, coleções de coníferas, coleções de plantas nativas, o "Jardim de Ervas Nacionais" e as árvores do "National Grove" .

## Arboreto da Universidade de Wisconsin
O Arboreto da Universidade de Wisconsin em Madison, é uma coleção dedicada à ecologia. Foi fundado em 1930, como um projeto conservacionista de uma cooperativa de cidadãos empenhados em restaurar uma porção de terreno ao seu estado original. Partes do documentário de Walt Disney, "The Vanishing Prairie", foram filmadas neste arboreto, especialmente, as cenas durante o fogo controlado na pradaria.

## Washington Park
O Arboreto do Washington Park da Universidade de Washington em Seattle, Washington foi criado, em 1934, como um espaço público da Universidade e da cidade de Seattle. Seattle detinha a posse de um parque de aproximadamente 500 ha, conhecido como "Parque de Washington", situado numa área central da cidade, que foi concedida à universidade para projetar, construir e administrar um arboreto e um jardim botânico.

## Arboreto Lussich
O Arboreto Lussich é uma das principais atrações de Punta Ballena (Uruguai). É um imenso e centenário bosque criado por Antonio Lussich. Em 106 hectares de relva convivem em perfeita harmonia, árvores tropicais, do deserto e da neve. São 370 espécies e 60 nativas. Este parque foi cultivado em torno da casa de Lussich, que atualmente comporta um museu de azulejos e artes plásticas.

## Arboreto da UFAL
O Arboretum da Ufal está situado no Campus A. C. Simões, na Cidade de Maceió, numa área de 5 hectares da Universidade Federal de Alagoas, Alagoas, no Brasil. O Programa Arboretum foi iniciado em 2001 com o plantio de espécies arbóreas nativas da flora brasileira. Hoje o Arboretum da UFAL possui mais de 200 espécies, entre árvores, arbustos e epífitas nativas. 